# Военная контрразведка Российской империи
Военная контрразведка Российской империи — контрразведывательные органы вооружённых сил Российской империи.

## История
До 1903 года борьбой со шпионажем в Российской империи занимался Отдельный корпус жандармов. Но после громкого дела старшего адъютанта штаба Варшавского военного округа подполковника Гримма, который продавал германской разведке важнейшие документы, находившиеся в его распоряжении, в январе 1903 года военный министр А.Н. Куропаткин написал императору: Совершенствующаяся с каждым годом система подготовки армии, а равно предварительная разработка стратегических планов на первый период кампании, приобретают действительное значение лишь в том случае, если они остаются тайной для предполагаемого противника; поэтому делом первостепенной важности является охранение этой тайны и обнаружение преступной деятельности лиц, выдающих ее иностранным правительствам... Между тем, судя по бывшим примерам обнаружение государственных преступлений военного характера до сего времени у нас являлось делом чистой случайности, результатом особой энергии отдельных личностей или стечением счастливых обстоятельств; и является возможность предполагать, что большая часть этих преступлений остается нераскрытыми и совокупность их грозит существенной опасностью государству в случае войны. Он предложил создать особый секретный контрразведывательный орган, назвав его для конспирации «разведочным отделением». Николай II утвердил это предложение. Военную контрразведку возглавил ротмистр Отдельного корпуса жандармов Владимир Николаевич Лавров. Штат разведочного отделения был небольшим: сам Лавров, 7 агентов наружного наблюдения, агент-посыльный. два сотрудника для собирания справок и сведений и для установок, два почтальона. Также имелось 9 завербованных «внутренних агентов». Это подразделение неоднократно реорганизовывалось. Оно называлось и Санкт-Петербургским городским контрразведывательным отделением, и Контрразведывательным отделением Главного управления Генерального штаба (ГУГШ). 
В 1908 году на совещании в Киеве старших адъютантов разведывательных отделений штабов военных округов было решено, что контрразведкой должны заниматься чины Отдельного корпуса жандармов и пограничной стражи под общим руководством старших адъютантов разведывательных отделений. Затем специальная межведомственная комиссия предложила учредить два контрразведывательные отделения в Санкт-Петербурге и по одному в Варшаве, Киеве, Вильно, Иркутске и Владивостоке. К июню 1911 года военное ведомство образовало Петербургское городское, Петербургское окружное, Московское, Виленское, Одесское, Варшавское, Киевское, Тифлисское, Ташкентское, Иркутское и Хабаровское контрразведывательные отделения (бюро). Общее руководство всеми контрразведывательными отделениями округов осуществляло особое делопроизводство при отделе генерал-квартирмейстера Генерального штаба, которое с 1909 по 1914 год возглавлял генерал-майор Н. А. Монкевиц. В оперативном отношении начальники отделений подчинялись генерал-квартирмейстерам военных округов.
После начала Первой мировой войны были созданы центральное военно-регистрационное бюро ГУГШ. контрразведывательная часть Ставки Верховного Главнокомандующего, а также контрразведывательные отделения штабов фронтов, армий, военных округов.
После Февральской революции 1917 года Отдельный корпус жандармов был упразднен, но военная контрразведка была сохранена. Постановлением Временного правительства от 17 июля 1917 года были определены права и обязанности чинов сухопутной и морской контрразведывательной службы по производству расследований, а также структура контрразведывательных органов. К этому моменту всего в России насчитывалось 39 контрразведывательных отделений.
Военная контрразведка сохранилась и после Октябрьской революции. 1 января 1918 г. контрразведывательные отделения штабов внутренних военных округов и войск действующей армии были переименованы в отделения Военного контроля, которые упразднили в апреле 1918 года. В мае-июне 1918 года  при штабах и отрядах войск прикрытия западных границ  созданы отделения по борьбе со шпионажем. Во второй половине 1918 года они вошли в состав органов Военного контроля при Полевом штабе РВСР. 19 декабря 1918 года Военный контроль и армейские чрезвычайные комиссии были объединены в особые отделы ВЧК.